# سيرغي ميدفيديف
سيرغي ميدفيديف (بالروسية: Медведев, Сергей Викторович)‏ هو لاعب كرة قدم روسي في مركز الدفاع، ولد في 27 أبريل 1973. لعب مع لوخ إينيرجيا فلاديفوستوك.